# Герб Монфорте
Ге́рб Монфо́рте — офіційний символ містечка Монфорте, Португалія. Використовується як територіальний герб. У чорному щиті срібний замок із трьома баштами, червоними вікнами і брамою, що стоїть на зеленій скелі. На його баштах золоті хрести, на яких розвиваються срібні прапори із червоними Георгієвськими хрестами. У золотій облямівці зелені гілки оливи з плодами і кам'яного дуба з жолудями, схрещені в основі і перев'язані червоною стрічкою. Щит увінчує срібна мурована містечкова корона з чотирма вежами.  Під щитом біла стрічка, на якій великими літерами напис португальською: «vila de Monforte» (містечко Монфорте).  Офіційно затверджений 24 червня 1938 року.  

## Галерея

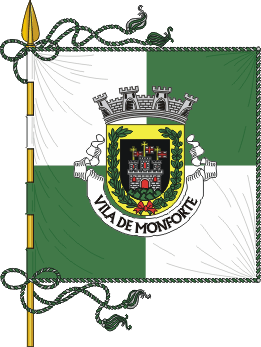
Прапор
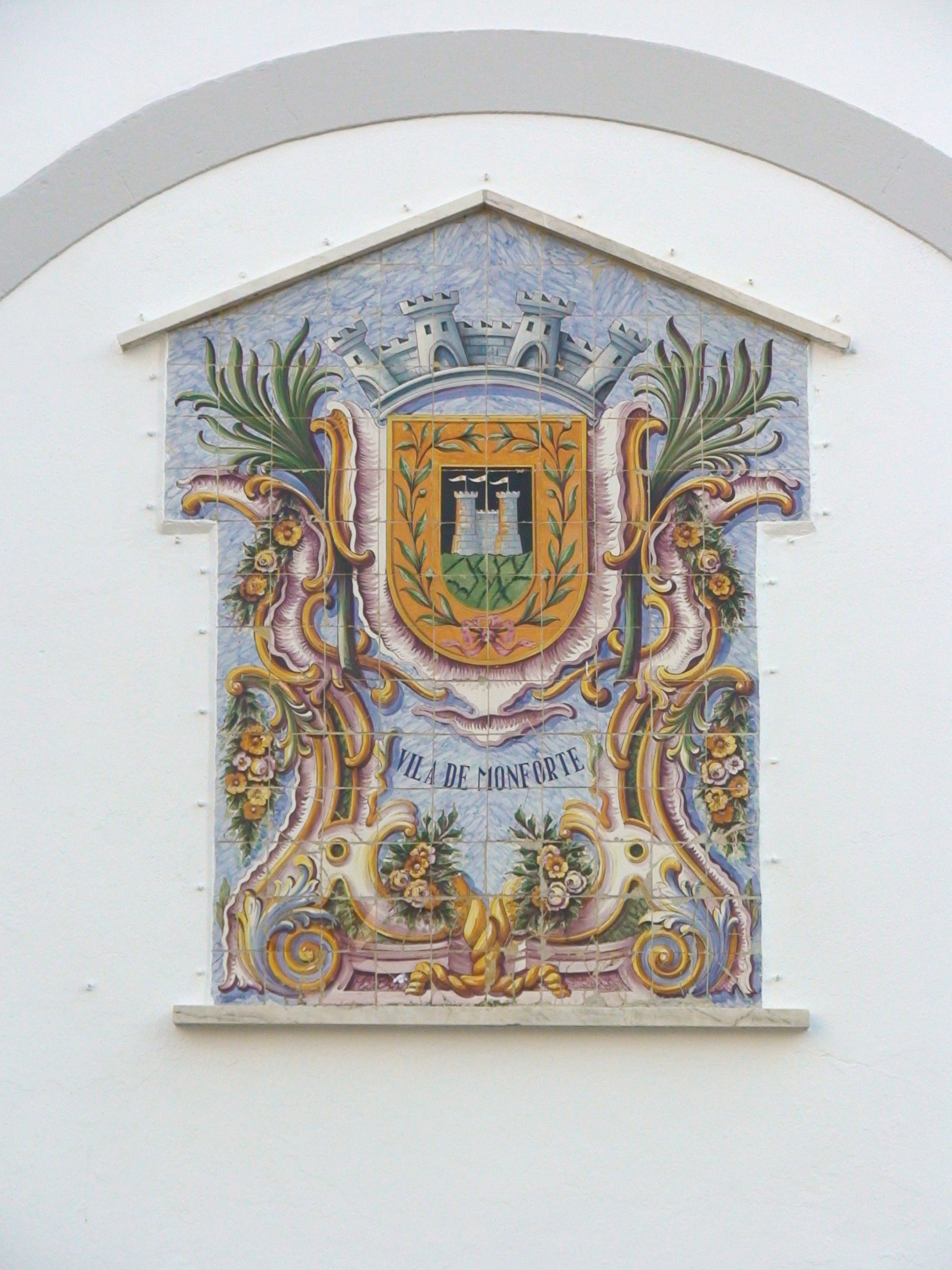
Герб (ХХ ст.)